# Carla
Carla  è un nome proprio di persona italiano femminile.

## Varianti
- Femminili: Carola[1][4]
  - Alterati: Carlotta[1][5], Carlina[1][5], Carolina[1][5]
- Maschili: Carlo[1][2][5]

### Varianti in altre lingue
- Afrikaans: Charlize[3]
- Catalano: Carla[3]
- Croato: Karla[3]
- Danese: Karla[3]
- Francese: Carole[3]
  - Alterati: Charline[3], Charlène
- Inglese: Carla[3], Carly[3], Carley[3], Carlie[3], Karly[3], Charlie[6], Charla[6], Sharla[6]
  - Alterati: Carlene[3], Karlene[3], Charlene[6]
- Latino medievale: Carola[1]
- Norvegese: Karla[3]
- Olandese: Carla[3], Carola[4]
- Portoghese: Carla[3]
- Sloveno: Karla
- Spagnola: Carla[3]
- Svedese: Karla[3], Carola[4]
- Tedesco: Carla[3], Carola[4], Karola[4]
- Ungherese: Karola[3]

## Origine e diffusione
È la forma femminile del nome Carlo, derivante dal nome latino medievale Carolus, a sua volta dalla radice germanica carl o karl ("uomo", "maschio", "marito", più avanti mutato in "uomo libero").

## Onomastico
Nessuna santa ha mai portato il nome "Carla"; l'onomastico si può festeggiare lo stesso giorno del maschile (cioè in genere il 4 novembre in memoria di san Carlo Borromeo), oppure in memoria di sante o beate di nome Carlotta o Carolina (che a volte sono chiamate anche "Carla", come nel caso della beata Charlotte o Carla Lucas, martire con altre compagne ad Avrillé durante la Rivoluzione francese.

## Persone
- Carla Accardi, pittrice italiana

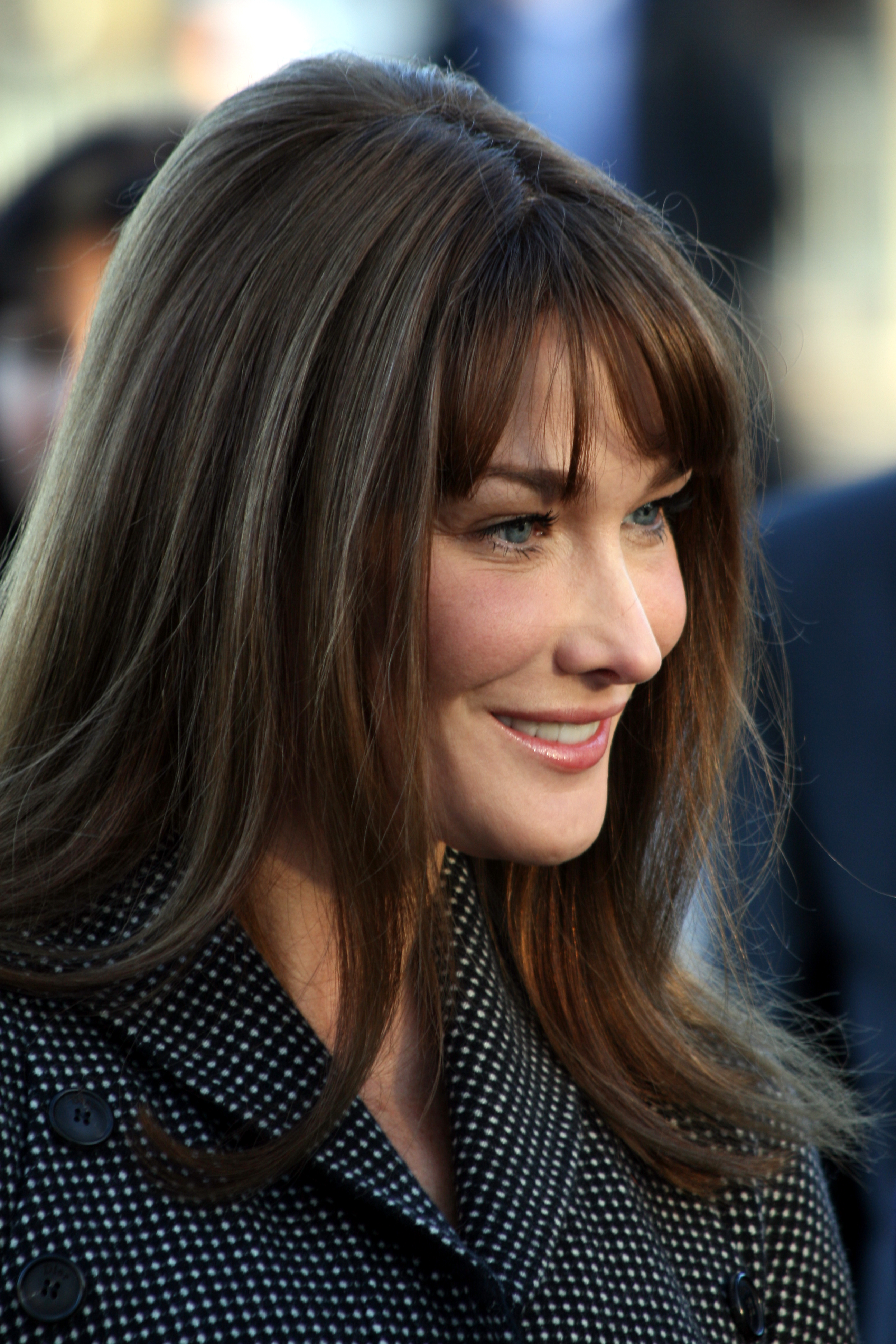
Carla Bruni

Carla Fracci

- Carla Bley, compositrice, pianista e organista statunitense
- Carla Boni, cantante italiana
- Carla Bruni, modella, cantautrice e attrice italiana naturalizzata francese
- Carla Capponi, partigiana e politica italiana
- Carla Comaschi, attrice e doppiatrice italiana
- Carla Del Poggio, attrice italiana
- Carla Del Ponte, magistrata svizzera
- Carla Fracci, danzatrice classica italiana
- Carla Gravina, attrice italiana
- Carla Gugino, attrice statunitense
- Carla Macelloni, attrice italiana
- Carla Porta Musa, scrittrice, saggista e poetessa italiana
- Carla Signoris, comica e conduttrice televisiva italiana
- Carla Voltolina, giornalista e partigiana italiana

### Variante Karla

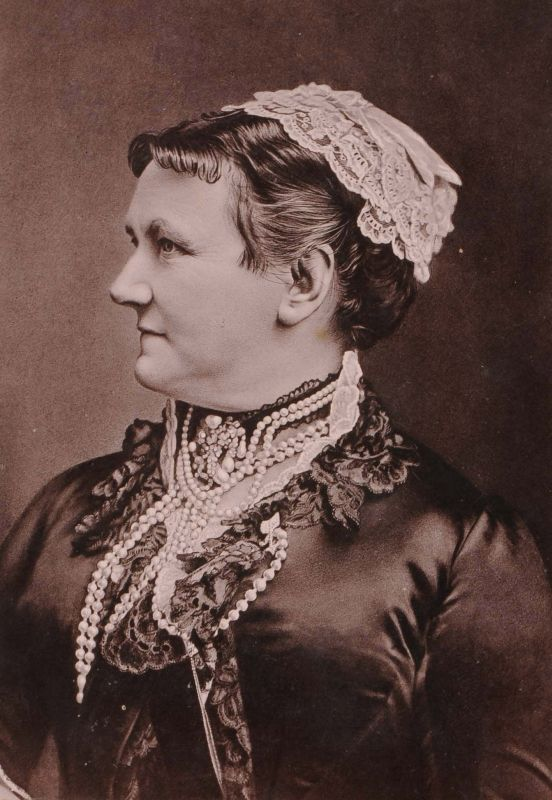
Carola di Vasa

- Karla Echenique, pallavolista dominicana
- Karla Faye Tucker, prostituta e criminale statunitense
- Karla Henry, modella filippina
- Karla Schramm, attrice statunitense
- Karla Suárez, scrittrice cubana

### Variante Carola
- Carola di Vasa, regina di Sassonia
- Carola Cicconetti, schermitrice italiana
- Carola Häggkvist, cantante svedese
- Carola Prosperi, scrittrice e giornalista italiana
- Carola Saletta, hockeista su ghiaccio e hockeista in-line italiana
- Carola Silvestrelli, attrice, conduttrice televisiva e regista italiana
- Carola Stagnaro, attrice italiana

### Variante Carole
- Carole André, attrice francese

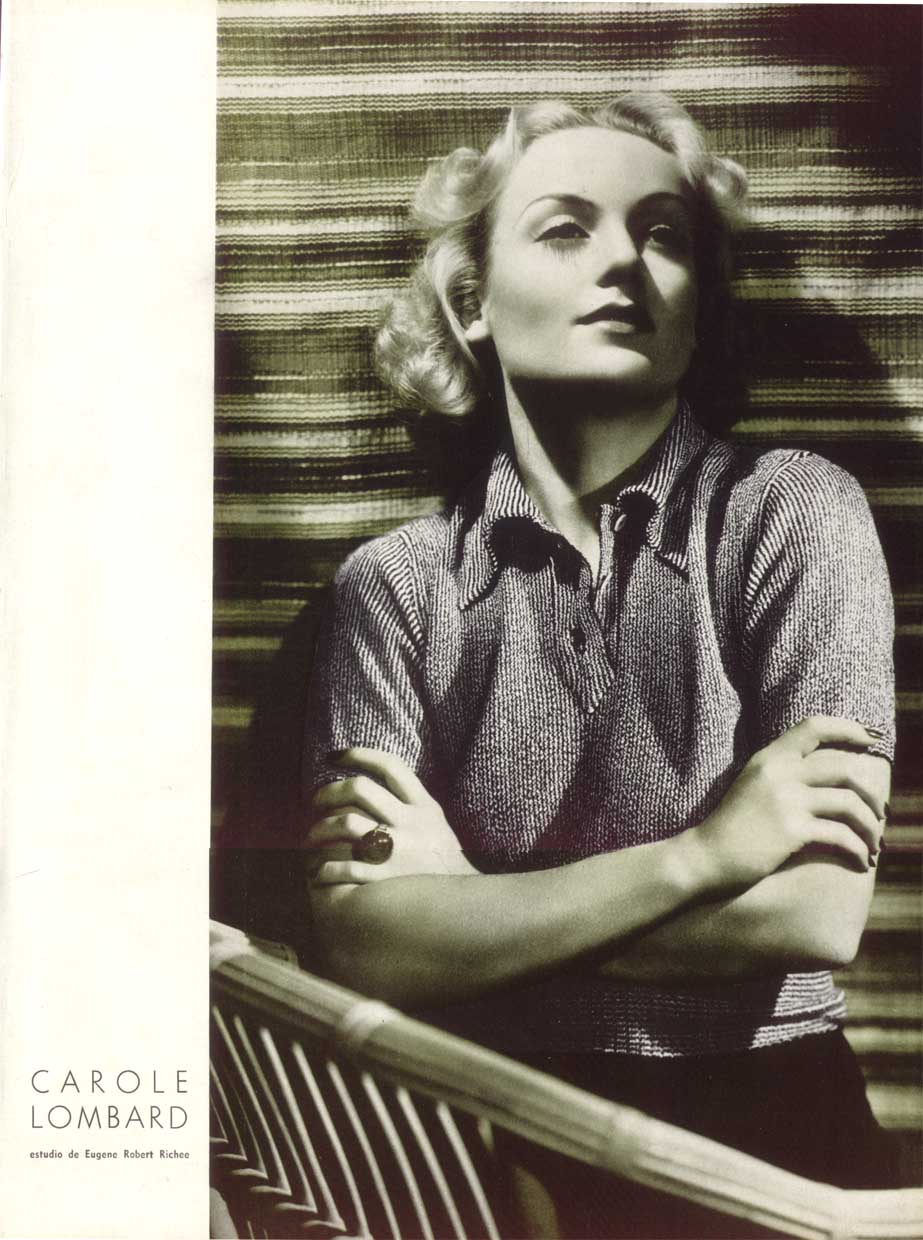
Carole Lombard

- Carole Bayer Sager, paroliera e cantautrice statunitense
- Carole Bouquet, attrice e modella francese
- Carole Feuerman, artista statunitense
- Carole King, cantante e compositrice statunitense
- Carole Landis, attrice statunitense
- Carole Lombard, attrice statunitense
- Carole Merle, sciatrice alpina francese
- Carole Montillet, pilota automobilistica e sciatrice alpina francese
- Carole Shelley, attrice e doppiatrice britannica

### Variante Carly

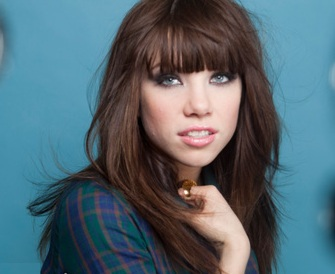
Carly Rae Jepsen

- Carly Gullickson, tennista statunitense
- Carly Rae Jepsen, cantautrice e chitarrista canadese
- Carly Patterson, ginnasta e cantante statunitense
- Carly Pope, attrice canadese
- Carly Schroeder, attrice statunitense
- Carly Simon, cantautrice statunitense
- Carly Smithson, cantante e attrice irlandese

### Variante Carlene
- Carlene Aguilar, modella filippina

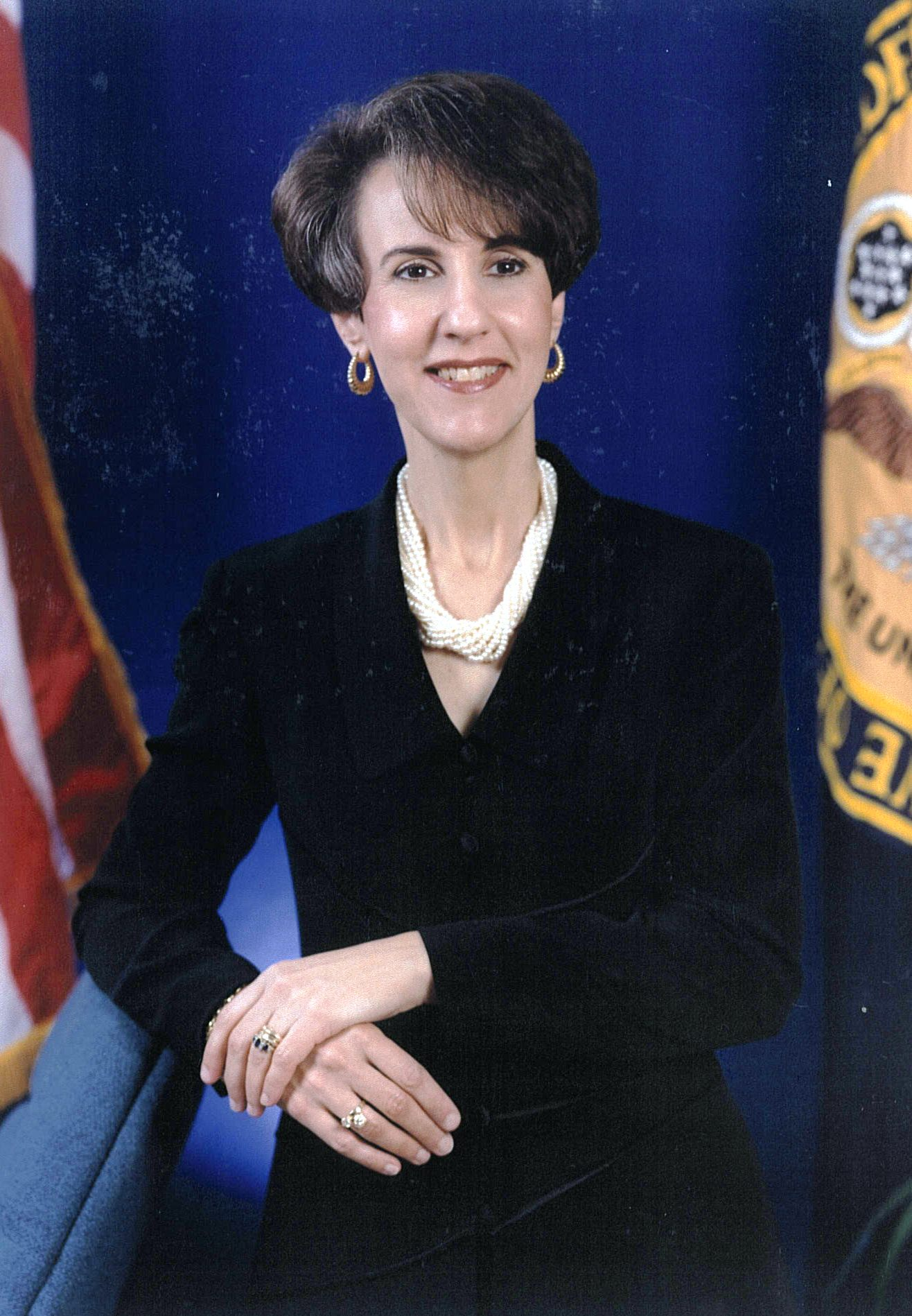
Charlene Barshefsky

- Carlene Carter, cantante e chitarrista statunitense
- Carlene King Johnson, modella statunitense
- Carlene Moore, wrestler statunitense
- Carlene Thompson, scrittrice statunitense

### Variante Charlene

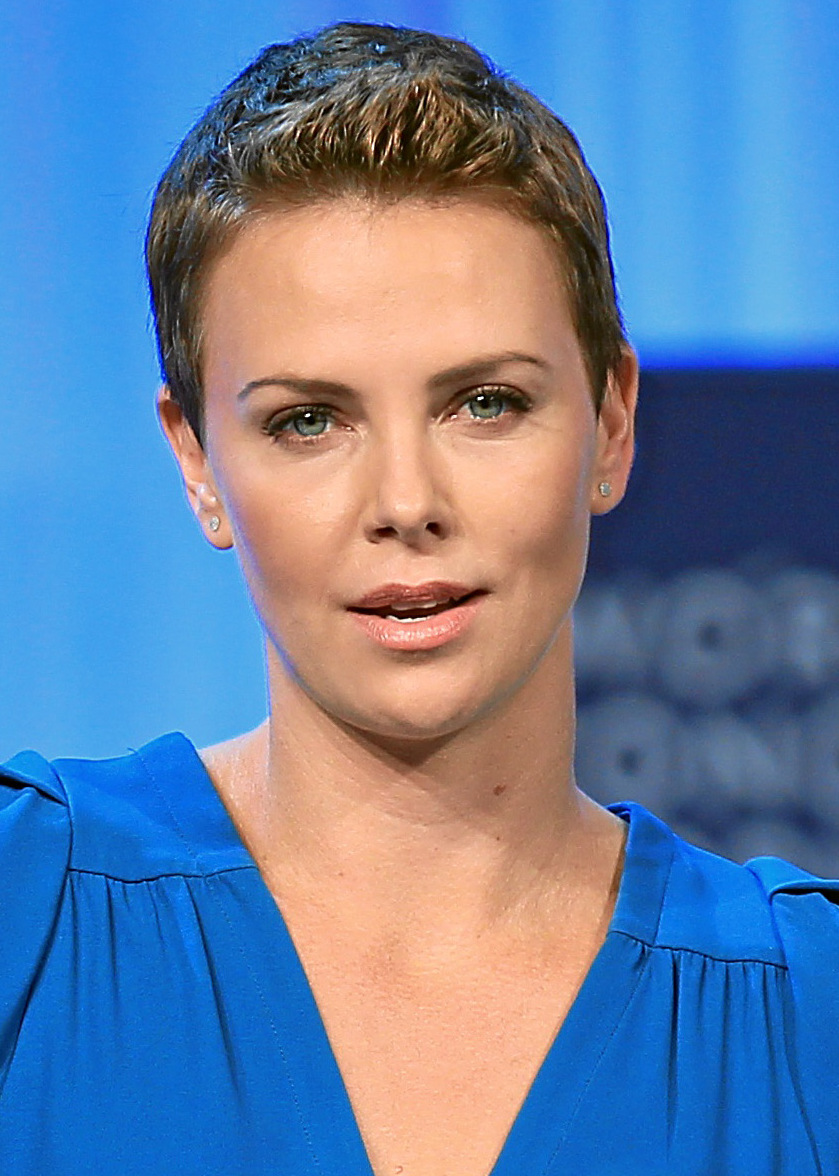
Charlize Theron

- Charlene Barshefsky, diplomatica e avvocato statunitense
- Charlene Choi, cantante e attrice cinese
- Charlene Gonzales, attrice e modella filippina
- Charlene Holt, attrice statunitense
- Charlene McKenna, attrice irlandese
- Charlene Tilton, attrice statunitense

### Altre varianti
- Carli Lloyd, calciatrice statunitense
- Carli Lloyd, pallavolista statunitense
- Charlène Guignard, danzatrice su ghiaccio francese naturalizzata italiana
- Charline Labonté, hockeista su ghiaccio canadese
- Charlize Theron, attrice, produttrice cinematografica e modella sudafricana naturalizzata statunitense
- Charlène Wittstock, nuotatrice, modella e principessa consorte di Monaco

## Il nome nelle arti
- Carla è un personaggio della serie televisiva Nikita.
- Carla Ardengo è la protagonista del romanzo di Alberto Moravia Gli indifferenti.
- Carly Carmine è un personaggio della serie manga e anime Yu-Gi-Oh! 5D's.
- Carla Espinosa è un personaggio nella sitcom Scrubs.
- Carla Gerco è un personaggio del romanzo di Italo Svevo La coscienza di Zeno.
- Charlene Robinson è un personaggio della soap opera Neighbours.
- Charlie Stella del Mattino è la protagonista della serie animata Hazbin Hotel.